# Centrodora tomaspidis
Centrodora tomaspidis är en stekelart som först beskrevs av Howard 1914.  Centrodora tomaspidis ingår i släktet Centrodora och familjen växtlussteklar. Inga underarter finns listade.